# Wahrheit oder Pflicht (Album)
Wahrheit oder Pflicht ist das achte Studioalbum der deutschen Rockband Oomph!. Es wurde im Februar 2004 veröffentlicht.

## Titelliste
1. Augen auf! – 3:21
2. Tausend neue Lügen – 3:56
3. Wenn du weinst – 4:33
4. Sex hat keine Macht – 4:19
5. Dein Weg – 3:29
6. Du spielst Gott – 4:17
7. Dein Feuer – 3:49
8. Der Strom – 3:04
9. Nichts (ist kälter als deine Liebe) – 4:13
10. Diesmal wirst du sehn – 4:02
11. Tief in dir – 4:13
12. Im Licht* – 4:09
13. * (Hidden-Track: I’m Going Down nach ungefähr drei Minuten)

## B-Sides
- Kill Me Again (auf „Brennende Liebe“-Limited Edition-Single)
- Eiszeit (Ideal-Cover) (auf „Brennende Liebe“-Single)
- The World Is Yours (auf „Sex hat keine Macht“-Limited Edition-Single)

## Editionen
Neben der Standard-Version des Albums existieren die beiden folgenden Versionen:
Limited Edition
Die Limited Edition enthält zusätzlich folgende Tracks:
- Burn Your Eyes – 4:10
- Answer Me – 4:13
- Nothing – 4:56
- Augen auf! (Musikvideo)

Neuauflage
Die Neuauflage enthält zusätzlich folgende Tracks:
- Brennende Liebe (feat. L’Âme Immortelle) – 3:51
- Eisbär (Grauzone-Cover) – 3:59
- Brennende Liebe (Musikvideo)

## Trivia
Mit Wahrheit oder Pflicht gelang der schon seit 15 Jahren bestehenden Band der Durchbruch, Augen auf landete einen Nr. 1-Hit in den deutschen Charts und hielt sich dort mehrere Wochen. Auch die Zusammenarbeit mit L’Âme Immortelle zu Brennende Liebe erwies sich als erfolgreich.
Wahrheit oder Pflicht ist das erste Album, das von deutschen Texten dominiert wird – lediglich der Hidden-Track I’m Going Down im letzten Stück Im Licht wird auf Englisch gesungen. Des Weiteren sind drei englische Lieder auf der limitierten Ausgabe des Albums zu finden. Auch auf Instrumentals hat man wieder verzichtet.
Das Lied Augen auf! wurde im Jahr 2004 von EA für das Spiel FIFA Football 2005 ausgewählt.
Auf sämtlichen Editionen befindet sich nach etwa drei Minuten Pause nach dem letzten Titel Im Licht der Hidden-Track I’m Going Down mit einer Dauer von vier Minuten und 38 Sekunden.
Brennende Liebe ist ebenfalls der Name einer Nelke.